# Politisk antropologi
 Der er for få eller ingen kildehenvisninger i denne artikel, hvilket er et problem. Du kan hjælpe ved at angive troværdige kilder til de påstande, som fremføres i artiklen.

Politisk antropologi er en antropologisk bevægelse, der forsøger at vise hvordan også samfund uden en stat kan have politiske problemstillinger. Feltet opstod som reaktion på forestillingen om at statsløse samfund er som politiske vakuum, der af nødvendighed har sin skæbne i opkomsten af staten.

## Kolonial politisk antropologi
Disciplinen har rødder i kolonial antropologi, hvor fx den britiske eller franske kolonimagt ønskede at forstå de afrikanske stammer, som de administrerede, for at kunne administrere dem mere effektivt. Siden har denne tidlige politiske antropologi, også kaldet strukturel funktionalisme, blevet peget ud som antropologi i kolonimagters tjeneste, og er af antropologer som Talal Asad blevet brugt som eksempel på orientalisme. De strukturelle funktionalister mente desuden, at samfund uden en stat var af lavere status, havde en grundlæggende mangel af en stat, der i sidste ende pegede fremad mod at opnå en stat. Denne måde at tænke en nødvendigt fremkridt mod staten kaldes også evolutionisme.

## Samfund mod staten
Den franske antropolog Pierre Clastres har siden forsøgt at vise hvordan et samfund uden stat kan have en egen politisk kultur og måder at behandle magt på, der aktivt afsværger og modsætter sig staten. Clastres bryder således med tidligere, konventionel politisk antropologi ved at nægte at tage forestillingen om et nødvendig fremskridt mod staten for givet. For Clastres er opkomsten af staten ikke et fremskridt, men et tab af nogle politiske mekanismer, der før havde formået at konstant afværge staten. Statsløse samfund er for Clastres nødvendigvis samfund mod staten.

## Den forestillede stat
Politisk antropologi nu til dags beskæftiger sig ikke kun med samfund uden en stat, men også med samfund med en stat. Visse politiske antropologer mener at staten ikke findes, andet end som en 'forestillet' ting, og at det er banale, hverdagsagtige ritualer som fx at gå hen til et bestemt kontor hver morgen eller at henvende sig til en person med særlige tegn på deres tøj, der opretholder denne forestilling.

## Fodnoter
1. ↑  Society against the State af Pierre Clastres http://mitpress.mit.edu/catalog/item/default.asp?ttype=2&tid=6828 Arkiveret 7. september 2006 hos  Wayback Machine
2. ↑  Faces of the State: Secularism and Public Life in Turkey af Yael Navaro-Yashin http://press.princeton.edu/titles/7285.html